# Bršljinski potok
Bršljinski potok ali Bezgavec je potok na Dolenjskem, levi pritok reke Krke, ki izvira jugozahodno od Daljnega Vrha po združitvi več kraških studencev. V Krko se izliva v naselju Bršljin.